# قطان (الملاح)

تعديل مصدري - تعديل

قطان هي إحدى قرى عزلة الملاح بمديرية الملاح التابعة لمحافظة لحج، بلغ تعداد سكانها 31 نسمة حسب تعداد اليمن لعام 2004.